# ワウド・マシャド・ダ・シウヴァ
ワウド・マシャド・ダ・シウヴァ（Waldo Machado da Silva、1934年9月9日 - 2019年2月25日）は、ブラジル・ニテロイ出身の元サッカー選手、元サッカー指導者。ポジションはフォワードだった。
ワウド・マシャドがリーガ・エスパニョーラ時代に決めた115ゴールという記録は、ロナウドに塗り替えられるまで、スペイントップリーグにおけるブラジル人歴代最多得点だった。また、フルミネンセ在籍時に築き上げた319ゴールは同クラブにおける歴代最多得点である。

## クラブ経歴
リオデジャネイロ州のニテロイに生まれ、マドゥレイラECの下部組織を経て、同クラブで選手デビューを飾った。
1954年4月11日、国内の強豪フルミネンセFCに移籍した。フルミネンセにはおよそ9年間所属したが、その期間に公式戦319ゴールを決めている。このゴールは全てPK無しで達成しており、また、今でも破られていない、フルミネンセの歴代最多得点である。
1961年7月、交通事故によって他界したワウテル・マルシアーノの代役としてバレンシアCFに加入した。バレンシアでも高い得点力も見せつけ、1966-67シーズンには32歳ながらリーグ戦30試合で24ゴールを挙げた。これにより、マシャドはピチーチ賞を獲得するとともに、同シーズンのカップ戦制覇に大きく貢献した。しかし、その2シーズン後から衰えによる不調が散見され、1969-70シーズン、リーグ戦で3ゴールしか挙げられなかったため、クラブを退団した。バレンシアでは通算297試合160ゴールを記録。
バレンシアを退団し、37歳となっていたマシャドは、エルクレスCFにて1シーズンのみプレーして現役を引退した。

## 代表経歴
ブラジル代表通算5試合2得点。この5試合はいずれも大西洋カップで記録したものであり、この5試合ブラジル代表は無敗だった。

### 代表ゴール
| #  | 日付          | 会場                                   | 対戦国 | 得点 | 結果 | 大会         |
| -- | ------------- | -------------------------------------- | ------ | ---- | ---- | ------------ |
| 1. | 1960年6月29日 | マラカナン, リオデジャネイロ, ブラジル | チリ   | 3–0  | 4–0  | 大西洋カップ |
| 2. | 1960年6月29日 | マラカナン, リオデジャネイロ, ブラジル | チリ   | 4–0  | 4–0  | 大西洋カップ |

## 人物
弟のワンデルレイ・マシェドも同じくサッカー選手であり、主にスペインのレバンテUDやマラガCFなどでプレーした。

## 死去
2019年2月25日、アルツハイマー病との長い闘病の末死去。享年84歳。

## タイトル

### クラブ
フルミネンセFC
- カンピオナート・カリオカ : 1回 (1959)
- リオ・サンパウロ・トーナメント : 2回 (1957, 1960)

バレンシアCF
- インターシティーズ・フェアーズカップ : 2回 (1961-62, 1962-63)
- コパ・デル・ヘネラリシモ : 1回 (1966-67)

### 代表
ブラジル代表
- 大西洋カップ : 1回 (1960)

### 個人
- ピチーチ賞 : 1回 (1966-67)